# Ísak Óli Ólafsson
Ísak Óli Ólafsson er en islandsk fodboldspiller, som spiller for SønderjyskE i den danske Superliga. Han fik sin startdebut i den bedste danske række i den sidste kamp i sæsonen, den 8. juli 2020, i en gruppespilskamp mod Lyngby Boldklub.. Men allerede i efteråret 2019, fik han 6 minutter i en Superliga-kamp mod AGF.

## Titler

### Klub
SønderjyskE
- Sydbank Pokalen: 2020